# التاريخ العسكري لروسيا

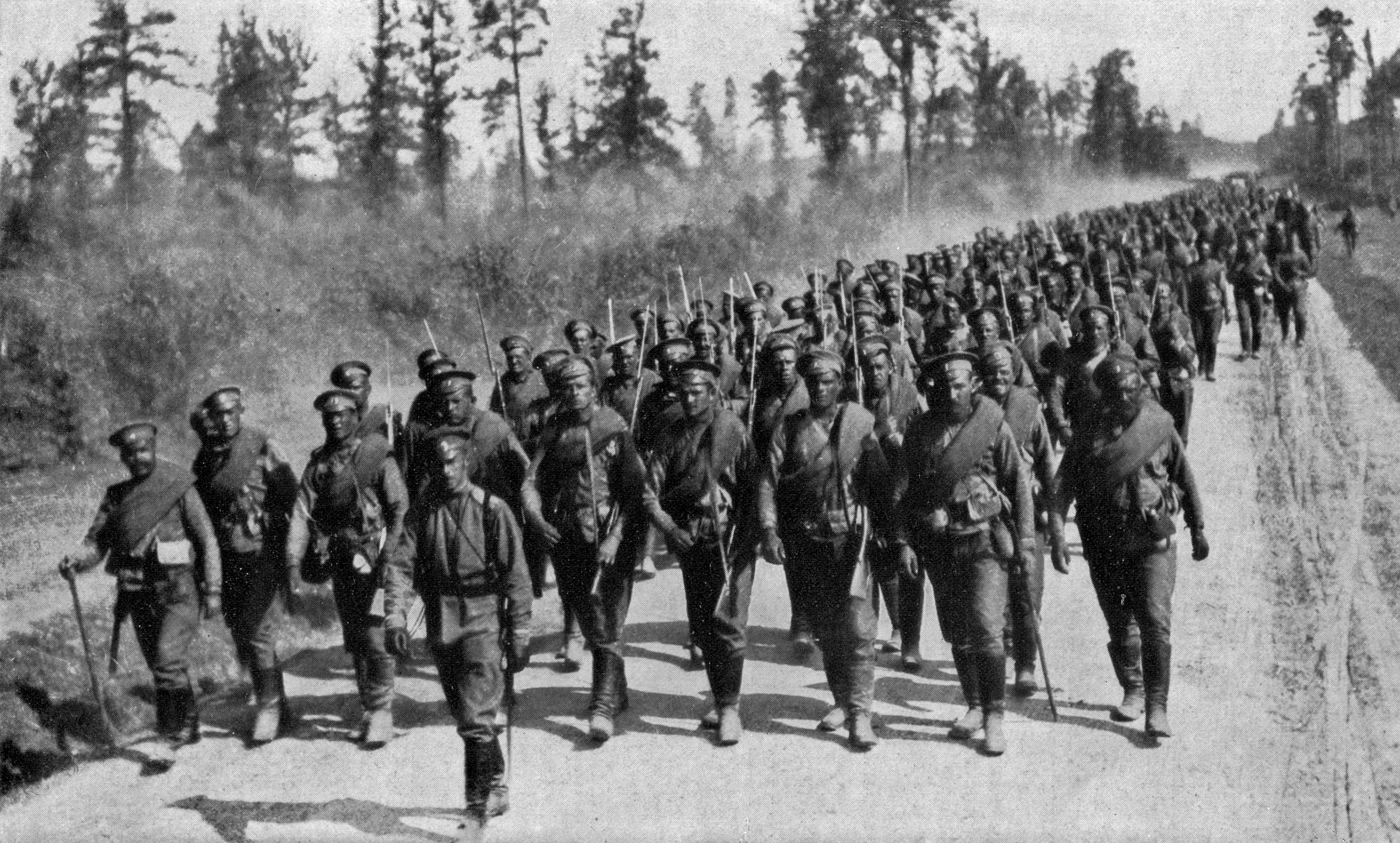
جنود المشاة الروس يسيرون نحو الجبهة خلال الحرب العالمية الأولى

تاريخ روسيا العسكري له سوابق تتعلق بروس الكييفية وإمارات روس التي خلفتها، وغزو المغول في أوائل القرن الثالث عشر، وحروب روسيا العديدة ضد دوقية ليتوانيا الكبرى، وتاج مملكة بولندا، والسويد، والإمبراطورية العثمانية، وبروسيا (حرب السنوات السبع)، وفرنسا (خاصة حروب نابليون وحرب القرم). شهد القرن العشرون مشاركة روسيا في حربين عالميتين، بالإضافة إلى صراعات عسكرية أصغر. خلال الحرب الباردة، قمعت القوات المسلحة التي توسعت بشكل كبير التمردات في أوروبا الشرقية وأصبحت قوة نووية معادية لحلف شمال الأطلسي، وكذلك الصين بعد عام 1960. بدأ التاريخ العسكري للاتحاد الروسي بعد الحرب الباردة في عام 1991.
يتضمن التاريخ العسكري لروسيا ما يلي:
- التاريخ العسكري لروسيا الكييفية (انظر أيضًا التاريخ العسكري لروسيا الكييفية )
- التاريخ العسكري لإمارات روسيا (انظر أيضًا جيوش إمارات روسيا )
  - مثل موسكوفي ( دوقية موسكو الكبرى ، انظر أيضًا الجيش البري )
- التاريخ العسكري لقيصرية روسيا
- التاريخ العسكري للإمبراطورية الروسية
- التاريخ العسكري للاتحاد السوفيتي
- التاريخ العسكري للاتحاد الروسي

## روابط خارجية
- "تقييم التحديث العسكري الروسي".
- "التاريخ العسكري الروسي" دليل بقلم رينا بينينجتون
- الصفحة الرئيسية لمارك كونراد - التاريخ العسكري الروسي